# Puchar Świata w biegach narciarskich 2015/2016 – Planica
Piąte zawody Pucharu Świata w biegach narciarskich w sezonie 2015/2016 odbywały się w słoweńskiej Planicy. Konkurencje były rozgrywane pomiędzy 16–17 stycznia. Zawodnicy rywalizowali w sprintach stylem dowolnym oraz sprintach drużynowych techniką dowolną.

## Program zawodów
| Dzień       | Konkurencja                           | Początek  | Liczba uczestników |
| ----------- | ------------------------------------- | --------- | ------------------ |
| 16 stycznia | Sprint kobiet s. dowolnym             | 10:50 CET | 58                 |
| 16 stycznia | Sprint mężczyzn s. dowolnym           | 10:50 CET | 76                 |
| 17 stycznia | Sprint drużynowy kobiet s. dowolnym   | 11:45 CET | 22                 |
| 17 stycznia | Sprint drużynowy mężczyzn s. dowolnym | 11:45 CET | 22                 |

## Wyniki

### Sprint kobiet s. dowolnym
| Pozycja | Zawodniczka              | Reprezentacja | Wynik        | Strata  |
| ------- | ------------------------ | ------------- | ------------ | ------- |
| złoto   | Stina Nilsson            | Szwecja       | Finał        | 2:33,03 |
| srebro  | Astrid Jacobsen          | Norwegia      | Finał        | +0,34   |
| brąz    | Heidi Weng               | Norwegia      | Finał        | +0,55   |
| 4.      | Ingvild Flugstad Østberg | Norwegia      | Finał        | +0,60   |
| 5.      | Sandra Ringwald          | Niemcy        | Finał        | +2,78   |
| 6.      | Gaia Vuerich             | Włochy        | Finał        | +26,26  |
|         |                          |               |              |         |
| 7.      | Vesna Fabjan             | Słowenia      | Półfinał (1) | —       |
| 8.      | Hanna Falk               | Szwecja       | Półfinał (1) | —       |
| 9.      | Laurien Van Der Graaff   | Szwajcaria    | Półfinał (1) | —       |
| 10.     | Kathrine Rolsted Harsem  | Norwegia      | Półfinał (2) | —       |
| 11.     | Jonna Sundling           | Szwecja       | Półfinał (1) | —       |
| 12.     | Denise Herrmann          | Niemcy        | Półfinał (2) | —       |

### Sprint mężczyzn s. dowolnym
| Pozycja | Zawodnik              | Reprezentacja | Wynik        | Strata  |
| ------- | --------------------- | ------------- | ------------ | ------- |
| złoto   | Federico Pellegrino   | Włochy        | Finał        | 2:15,12 |
| srebro  | Baptiste Gros         | Francja       | Finał        | +0,88   |
| brąz    | Richard Jouve         | Francja       | Finał        | +1,71   |
| 4.      | Renaud Jay            | Francja       | Finał        | +2,23   |
| 5.      | Gleb Rietiwych        | Rosja         | Finał        | +4,18   |
| 6.      | Sebastian Eisenlauer  | Niemcy        | Finał        | +4,19   |
|         |                       |               |              |         |
| 7.      | Eirik Brandsdal       | Norwegia      | Półfinał (1) | —       |
| 8.      | Sondre Turvoll Fossli | Norwegia      | Półfinał (1) | —       |
| 9.      | Martti Jylhä          | Finlandia     | Półfinał (1) | —       |
| 10.     | Calle Halfvarsson     | Szwecja       | Półfinał (2) | —       |
| 11.     | Teodor Peterson       | Szwecja       | Półfinał (1) | —       |
| 12.     | Gustav Nordström      | Szwecja       | Półfinał (2) | —       |
| ...     |                       |               |              |         |
| 32.     | Maciej Staręga        | Polska        | Eliminacje   | —       |
| 69.     | Jan Antolec           | Polska        | Eliminacje   | —       |

### Sprint drużynowy kobiet s. dowolnym
| Pozycja | Zawodniczki                       | Reprezentacja     | Wynik    | Strata   |
| ------- | --------------------------------- | ----------------- | -------- | -------- |
| złoto   | Ida Ingemarsdotter Stina Nilsson  | Szwecja           | 16:14,08 |          |
| srebro  | Heidi Weng Astrid Jacobsen        | Norwegia          | 16:17,59 | +3,51    |
| brąz    | Sandra Ringwald Hanna Kolb        | Niemcy            | 16:22,92 | +8,84    |
| 4.      | Jonna Sundling Hanna Falk         | Szwecja           | 16:32,32 | +18,24   |
| 5.      | Ida Sargent Sophie Caldwell       | Stany Zjednoczone | 16:34,65 | +20,57   |
| 6.      | Laura Gimmler Lucia Joas          | Niemcy            | 16:35,08 | +21,00   |
| 7.      | Mari Eide Kathrine Rolsted Harsem | Norwegia          | 16:35,09 | +21,01   |
| 8.      | Vesna Fabjan Alenka Čebašek       | Słowenia          | 17:01,32 | +47,24   |
| 9.      | Greta Laurent Gaia Vuerich        | Włochy            | 17:10,06 | +55,98   |
| 10.     | Nika Razinger Anamarija Lampič    | Słowenia          | 18:56,20 | +2:42,12 |

### Sprint drużynowy s. dowolnym
| Pozycja | Zawodnicy                           | Reprezentacja | Wynik      | Strata |
| ------- | ----------------------------------- | ------------- | ---------- | ------ |
| złoto   | Dietmar Nöckler Federico Pellegrino | Włochy        | 14:44,82   |        |
| srebro  | Renaud Jay Baptiste Gros            | Francja       | 14:46,61   | +1,79  |
| brąz    | Valentin Chauvin Richard Jouve      | Francja       | 14:47,23   | +2,41  |
| 4.      | Thomas Bing Sebastian Eisenlauer    | Niemcy        | 14:47,75   | +2,93  |
| 5.      | Anders Gløersen Eirik Brandsdal     | Norwegia      | 14:49,33   | +4,51  |
| 6.      | Gleb Rietiwych Aleksiej Pietuchow   | Rosja         | 14:51,28   | +6,46  |
| 7.      | Ola Vigen Hattestad Pål Golberg     | Norwegia      | 14:52,48   | +7,66  |
| 8.      | Jan Bartoň Dušan Kožíšek            | Czechy        | 14:53,45   | +8,63  |
| 9.      | Aleksandr Panżynski Anton Gafarow   | Rosja         | 15:03,71   | +18,89 |
| ...     |                                     |               |            |        |
| 19.     | Jan Antolec Maciej Staręga          | Polska        | Eliminacje | —      |